# 不良電解コンデンサ問題
不良電解コンデンサ問題（ふりょうでんかいコンデンサもんだい）とは、電解コンデンサの製造上もしくは設計上の欠陥により、正常な使用条件であるにもかかわらず本来の寿命よりも大幅に短い期間で電解コンデンサが故障する現象である。
PCのマザーボードに搭載されている液体電解コンデンサがよくこの問題として話題になるが、実際には各種電子機器で起こり得る問題である。

## 主な事例と原因

### 液体電解コンデンサの構造による本質的な問題
- 液体電解コンデンサは内部に電解液を含んでいる。経年変化により、この電解液が徐々に外部に拡散してなくなるため、寿命は有限である。特に周囲温度が高温の場合、電解液の拡散が早まり容量値が低下することで、推定寿命が指数関数的に短くなる。アレニウスの法則により、周辺温度が10℃上がると寿命が半分になると言われる[1]。最終的にはオープン(コンデンサの場合、容量が極小になる)になる。
- 電解コンデンサに定格を越えた電圧や逆極性の電圧が加わると、異常な発熱などが原因でコンデンサ内部の圧力が上がる。
- 通常の使用時においても長期間電圧が加わった場合、ガスが発生して内部の圧力が上昇する。
- PCのマザーボードやATX電源上の電解コンデンサは、高温・高負荷環境下で動作することを強いられるため、圧力上昇による膨張や液漏れ、破裂などの現象が起こりやすくなる。他にもVHSビデオカセットレコーダーの停電保障用コンデンサも液漏れを起こすことが多い。
- 液体電解コンデンサは等価直列抵抗（英語版）（ESR）が大きい。このため、電解コンデンサに印加される電圧のリップル成分が大きいと、電解コンデンサが発熱する。電源回路の設計が悪い場合、不必要に電解コンデンサの発熱が生じ、寿命が短くなることがある。このような場合、ESRが小さい積層セラミックコンデンサを並列に接続して、電解コンデンサに印加されるリップル成分を低減させることが好ましい[2]。

### 四級塩電解液によるもの
1980年代後期、第四級アンモニウム塩（四級塩電解液）を用いた低ESR品と呼ばれるタイプにおいて、電解コンデンサから液漏れを起こし、基板のパターンをショートさせ回路を故障させるという事故が多発した。これは四級塩が強アルカリ性で腐食性がありシールが難しく、電極のリード線や封口のゴムを侵し液漏れを起こすというものであった。

### 台湾製不良電解液によるもの
2001年から2002年ごろにかけて製造されたマザーボードに搭載された台湾製の電解コンデンサが1～2年の使用で膨張や液漏れ、破裂といった現象が多発し、特に自作パソコンユーザーの間では物議を醸した。この事例で問題となった電解コンデンサも前述と同じ低ESR品で、台湾の電解コンデンサメーカー各社に電解液を供給している業者が日本のメーカーの技術を真似て低ESR品用電解液を製造・販売したが、真似た技術のいくつかに欠落した点があったため、このような事態となった。これも四級塩電解液が主因とみられている。

### 電解液の過剰注入によるもの
2004年に製造されたHP社製ワークステーションの一部に搭載されたマザーボード上の電解コンデンサがやはり膨張や液漏れ、破裂といった現象を引き起こした。こちらの電解コンデンサは、日本のメーカーであるニチコンの"HN"および"HM"シリーズと呼ばれる製品で、一時期の製造ロットにおいて電解液を過剰注入してしまうという製造上の欠陥があったためである。なお、2008年現在製造されているニチコン製"HN"および"HM"シリーズは、このような問題はない。

## 対策
液体電解コンデンサの液漏れ、破裂に対して頻繁に取られる直接的な対策は以下の2点のいずれかである。
- 液体電解コンデンサを使用せず、固体コンデンサを使用する
- 高品位で耐熱基準の高い液体電解コンデンサを使用する

固体コンデンサは電解液の代わりにTCNQ錯体などの電荷移動錯体、またはポリチオフェンなどの導電性高分子を用いており、液漏れの心配が無く一般的に液体電解コンデンサよりも長寿命である。電解コンデンサの不良問題が周知されつつあった2005年以降のマザーボードでは、全ての液体コンデンサを固体コンデンサに切り替えたり、負荷の高いCPU周りのコンデンサを固体コンデンサに切り替えて対策を施す例が多い。
しかし、固体コンデンサは液体コンデンサと比較して価格が高く容量や耐圧ラインナップも少ない。そのため、電源ユニットのメインコンデンサなど多くの容量を必要とする用途には使用しづらい。このような大容量コンデンサでは、高品質な耐熱温度105℃または125℃の液体電解コンデンサを使用する(10℃上がると寿命が半分になるため、設計寿命が同じ場合、耐熱温度85℃品と比べ105℃品で寿命が4倍、125℃品で16倍)ことによって対策を施す場合が一般的である。
そして、見落としがちな、間接的ではあるが重要な故障予防策は、前述のアレニウスの法則から明らかなように、電解コンデンサの雰囲気温度をできるだけ上げないことである。パソコンを自作する場合、CPU、GPU、チップセット等に取り付けられているファンの排気が電解コンデンサに当たらない様に気をつけるべきである。電子工作の場合、電解コンデンサの回路基板上の配置を発熱するものから離しておくことが望ましい。

## 故障した電解コンデンサの見分け方

### 外観
膨張
防爆弁（頭にある＋字またはY字の切れ目）は通常平らであるが、膨張するとこれが盛り上がる。なお、コンデンサの種類によっては製造時の加工の関係上正常でも若干盛り上がっているように見えるものもある。
防爆弁開放
膨張に耐え切れなくなって、防爆弁が開いている。
液漏れ
コンデンサの頭部（防爆弁）や底部から液体が漏れ出している。（液体中の成分が乾燥して固まっていることが多い）
破裂
コンデンサが原形を留めずに破裂している。

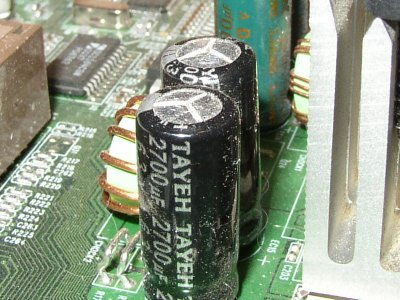
膨張
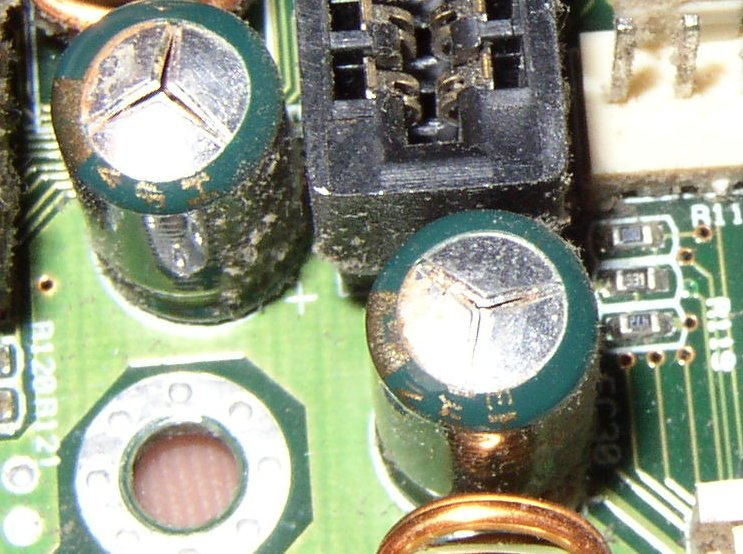
防爆弁開放
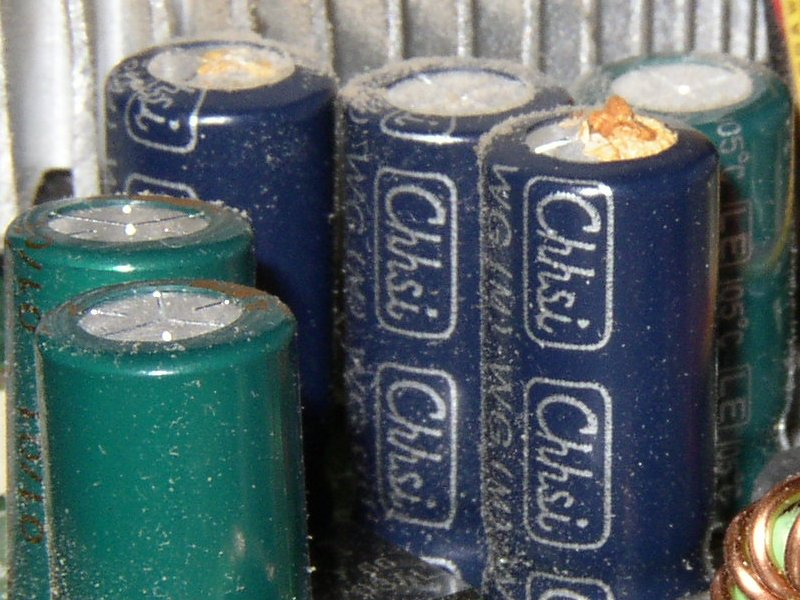
液漏れ（頭部）
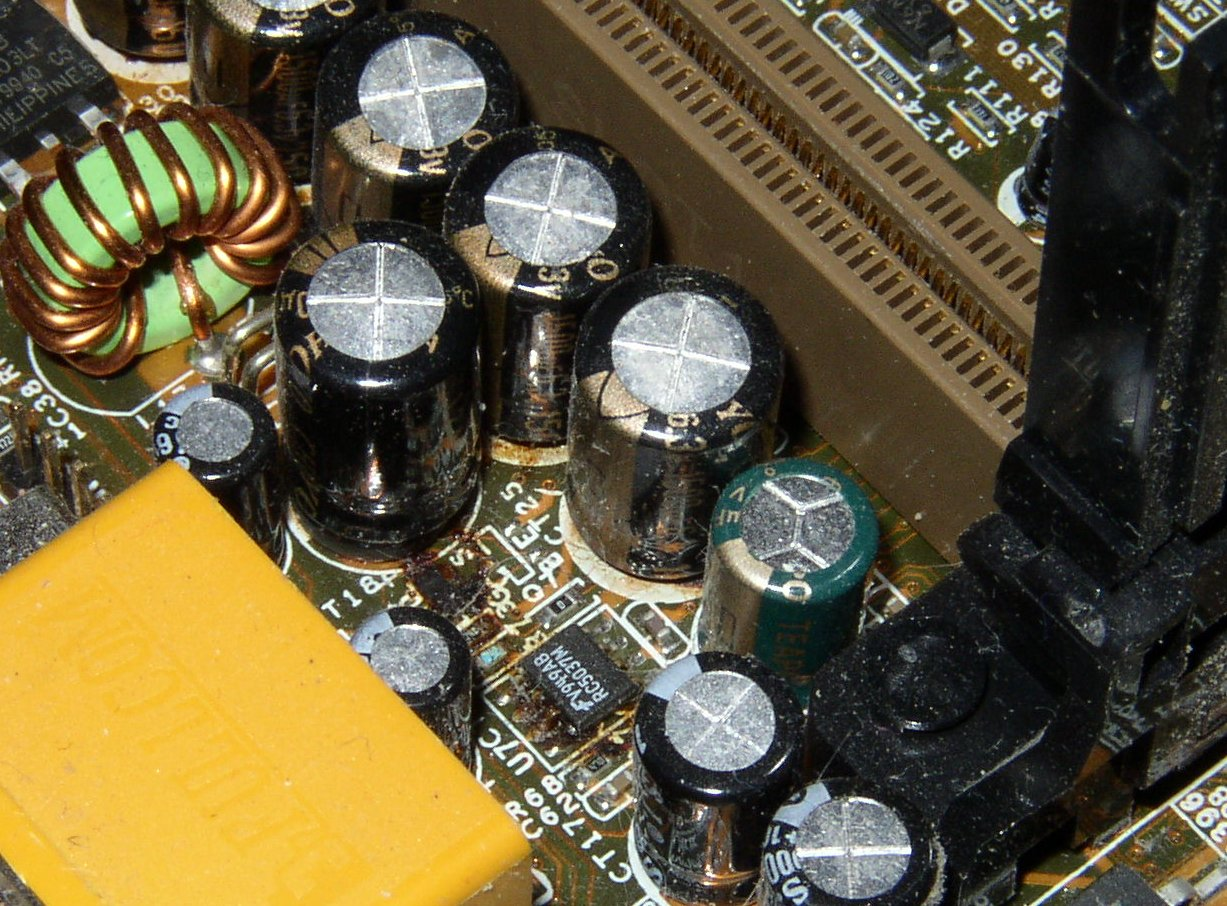
液漏れ（底部）
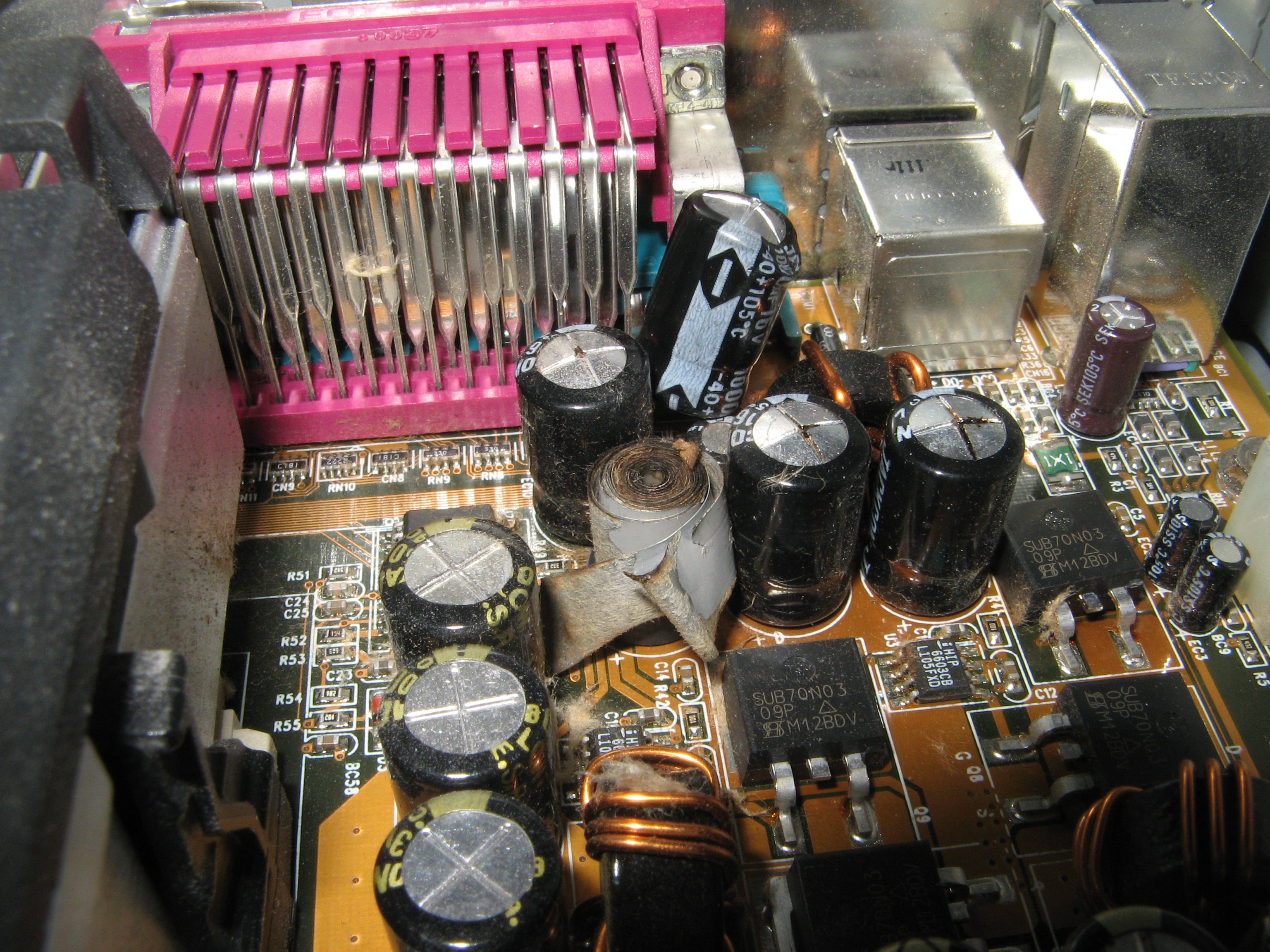
破裂

### その他
コンデンサが液漏れや破裂する状態になると、鼻につく独特な刺激臭が周囲に漂う事も見られ、これによって故障に気づくケースも多いようである。また、破裂時には爆発音が聞こえることもある。また、防爆弁が開いて電解液が噴出す際、「シュー」という音と共に蒸気となって噴き出てくることもあり、いわゆる取扱説明書の注意書きにもあるような「発煙」と同じような状態が見られる。
また、電解コンデンサが破壊したマザーボードは、BIOSレベルで認識せずに画面が真っ黒になったり、またはOSが起動しても、途中で止まるなど様々な症状が現れる。音響機器やテレビなどでは画面がちらついたり、音が小さくなる故障も多いようであり、一般的に不安定になる。